# 13380 Yamamohammed
A 13380 Yamamohammed (ideiglenes jelöléssel 1998 WQ11) a Naprendszer kisbolygóövében található aszteroida. A LINEAR projekt keretében fedezték fel 1998. november 21-én.